# Jan Frederik Oltmans
Jan Frederik Oltmans, pseudonymen J. van den Hage, född 1 september 1806 i Haag, död 29 januari 1854 i Steenderen, var en nederländsk författare.
Oltmans var en av den historiska romanens grundläggare i Nederländerna. Han författade bland annat Het slot Loevestein in 1570 (1834) och De schaapherder (1838). Hans samlade verk utkom i sju band (åttonde upplagan 1893). På svenska finns Sjöjungfruns slott och andra berättelser: episoder ur Nederländernas historia (översättning Johannes Granlund, Adolf Johnson, 1908).